# Leiothlypis celata
La parula capoarancio (Leiothlypis celata Say, 1822) è una specie di uccello passeriforme della famiglia dei Parulidi. È una specie migratrice che nidifica nelle regioni occidentali dell'America del Nord e trascorre l'inverno nel sud degli Stati Uniti, in Messico e in Guatemala.

## Tassonomia
Se ne riconoscono quattro sottospecie:
- L. c. celata (Say, 1822) - dall'Alaska centrale al Canada meridionale;
- L. c. lutescens (Ridgway, 1872) - Canada occidentale e Stati Uniti occidentali;
- L. c. orestera (Oberholser, 1905) - Canada centro-occidentale e Stati Uniti centro-occidentali;
- L. c. sordida (C. H. Townsend, 1890) - California meridionale (Stati Uniti sud-occidentali) e Messico nord-occidentale.

## Descrizione

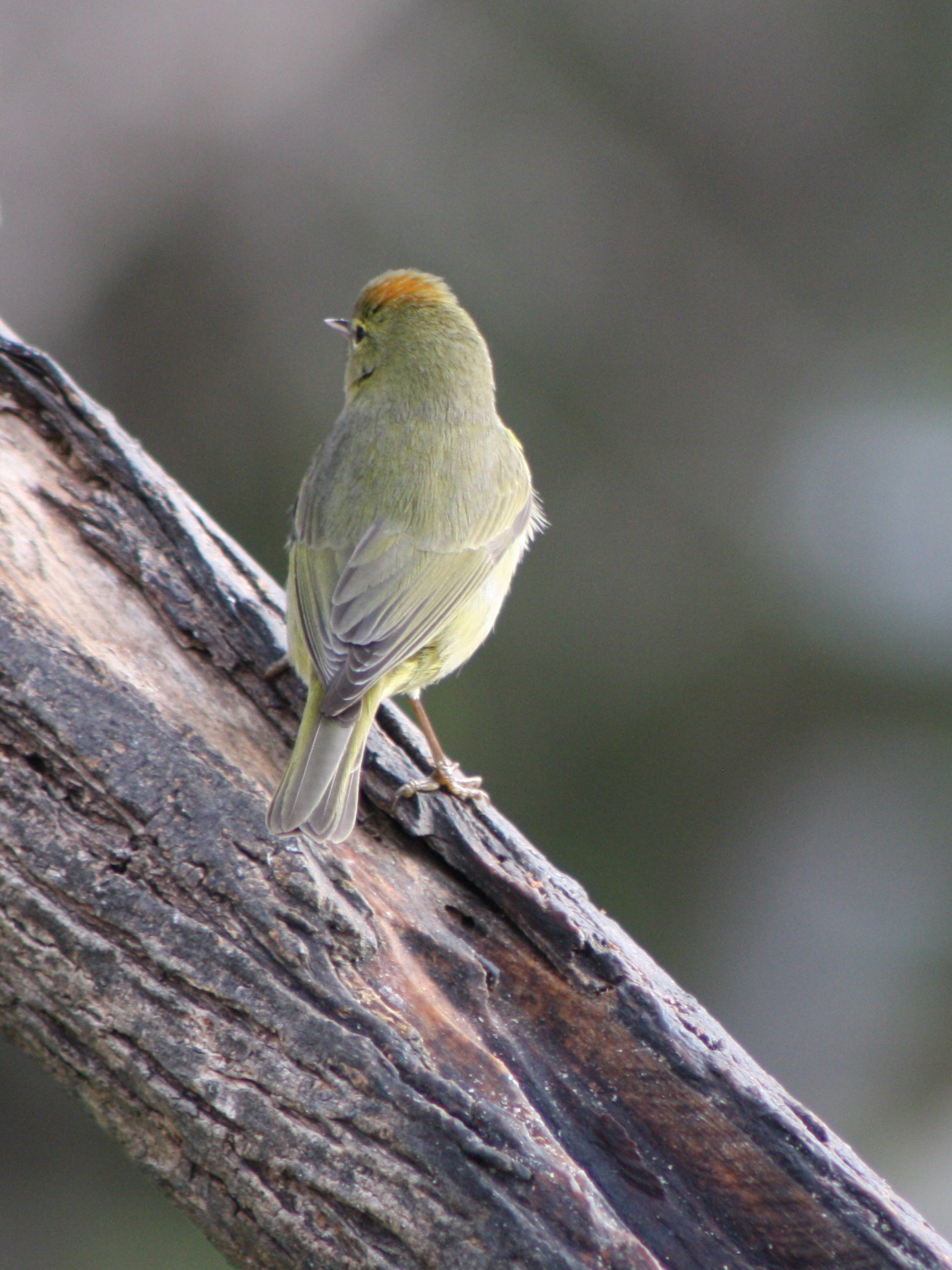
La corona arancione.

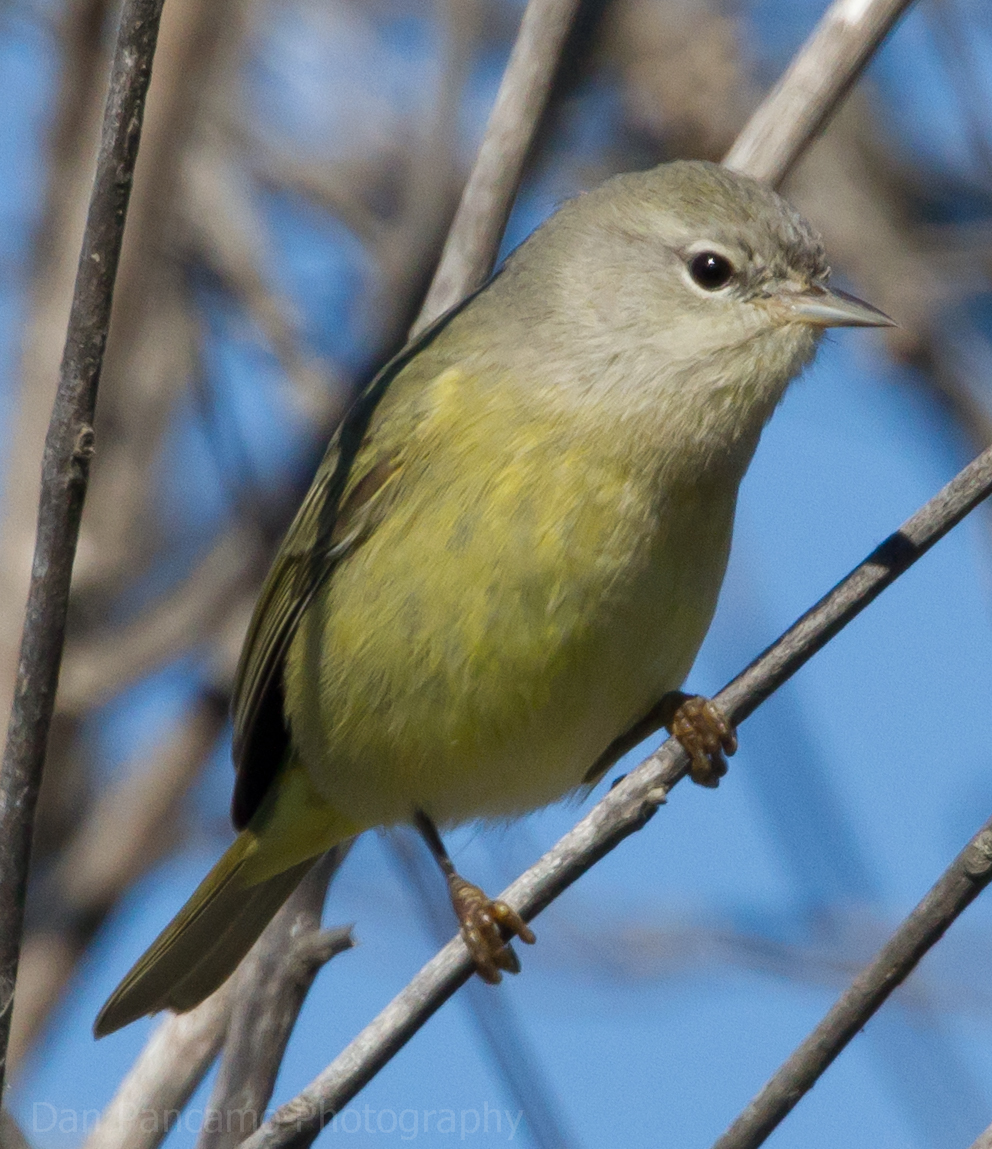
Un esemplare a Quintana (Texas).

Questa specie è caratterizzata dalla mancanza di barre alari, striature sulle regioni inferiori, disegni facciali ben marcati o colorazione brillante, e ricorda molto un esemplare in tenuta autunnale di parula del Tennessee o di parula blu golanera, anch'esse entrambe membri della famiglia dei Parulidi.
La chiazza arancione sulla corona, alla quale la specie deve il nome comune, di solito non è visibile. Le regioni superiori sono grigio-oliva e quelle inferiori giallastre con striature appena percettibili; il becco è sottile e appuntito. È presente una linea sopra gli occhi e un anello oculare spezzato, entrambi piuttosto sbiaditi.
Le femmine e gli immaturi hanno un piumaggio più scialbo di quello dei maschi. Gli esemplari delle regioni occidentali hanno una colorazione più giallastra di quelli delle zone orientali.
La parula capoarancio misura 12–13 cm di lunghezza, pesa 9 g ed ha un'apertura alare di 18,4 cm. Tra le misure standard, l'ala misura 5,69-6,25 cm, la coda 4,6-5,15 cm, il becco 1-1,12 cm e il tarso 1,65-1,85 cm.

## Biologia
L'habitat di nidificazione di questa specie è costituito dalle aree aperte ricoperte da arbusti di Canada, Alaska e Stati Uniti occidentali. Il nido è una piccola struttura a tazza aperta ben nascosta sul terreno sotto la vegetazione o nella parte bassa di un arbusto. Della costruzione del nido si occupa la sola femmina, ma i nidiacei vengono alimentati da entrambi i genitori.
Questa specie migra verso gli Stati Uniti meridionali e l'America Centrale.
Si sposta attivamente in cerca di cibo tra i bassi cespugli, volando da un posatoio all'altro, talvolta rimanendo sospesa a mezz'aria. Si nutre di insetti, bacche e nettare.
La femmina depone da quattro a sei uova.
Il canto di questo uccello è costituito da un trillo che decresce di tono e volume. Il richiamo è un forte chip.